# Сантиментална балада
Сантименталната балада е емоционален музикален стил, в който често се разглеждат теми свързани с романтични и интимни взаимоотношения и в по-малка степен със самота, смърт, война, злоупотреба с наркотици, политика и религия, обикновено по трогателен, но тържествен начин. Баладите обикновено са достатъчно мелодични, за да привлекат вниманието на слушателя.
Сантименталните балади се срещат в повечето музикални жанрове, като поп, съвременен ритъм енд блус, соул, кънтри, фолк, рок и електронна музика. Обикновено с бавно темпо, баладите могат да съдържат пищен музикален аранжимент, който подчертава мелодията и хармониите на песента. Характерно е, че за баладите се използват акустични инструменти като китари, пиана, саксофони и понякога оркестров комплект. Много модерни „мейнстрийм“ балади включват синтезатори, барабанни машини и до известна степен, танцов ритъм.
Сантименталните балади водят началото си от ранната музикална индустрия на Tin Pan Alley от края на XIX век. Първоначално известни като „сълзливи“ или „балади за гостна“, те обикновено са сантиментални, наративни, строфични песни, публикувани отделно или като част от опера. Когато в началото на XX век започват да се появяват нови музикални жанрове, популярността им намалява, но връзката със сантименталността довежда до използването на термина балада за бавна любовна песен от 50-те години на XX век.

## Жанрове

### „Мощни балади“
Саймън Фрит, британски социомузиколог и бивш рок критик, идентифицира произхода на „мощната балада“ в емоционалното пеене на соул артисти, особено Рей Чарлз, и адаптирането на този стил от изпълнители като Ерик Бърдън, Том Джоунс и Джо Кокър, които създават песни с бавно темпо и често се превръщат в силен и емоционален припев, подкрепен от барабани, електрически китари и понякога хорове. Според Чарлз Арън „мощните балади“ се появяват в началото на 70-те години на XX век, когато „рок звездите“ се опитват да предадат дълбоки послания на публиката, като същевременно запазват мистиката си на „мачо рокер“. Хардрок „мощната балада“ обикновено изразява любов или сърдечна болка чрез своите текстове, преминавайки към безмълвна интензивност и емоционална трансцендентност с тежки барабани и изкривено соло на електрическа китара, представящо „силата“ в „мощната балада“.
Арон твърди, че „мощната хардрок балада“ е навлязла в „мейнстрийма“ на американското съзнание през 1976 г., когато радиата дават нов живот на по-ранни любовни песни като Without You на „Бедфингър“, Stairway to Heaven на „Лед Зепелин“ и Dream On на „Аеросмит“. Goodbye to Love на „Карпентърс“ също е определена като прототип на „мощна балада“, задвижвана от хардрок китарния звук на Тони Пелусо. Британската хевиметъл група „Джудас Прийст“ съдава много „мощни балади“, някои от които са Dreamer Deceiver и Beyond the Realms of Death.
На американската рок група „Стикс“ се приписва издаването на първата истинска „мощна балада“, песента Lady от 1973 г. Нейният автор Денис ДеЙонг е наречен „бащата на мощната балада“. През 80-те години на XX век групи като „Джърни“ и „Ар Е О Спийдвагон“ допринасят за превръщането на „мощната баладата“ в основна част от репертоара на хардрок изпълнителите, които искат да спечелят повече излъчвания по радио станциите и да задоволят женската аудитория с по-бавна и по-емоционална любовна песен. „Мотли Крю“ е една от групите, представящи този стил, с песни като Home Sweet Home и You're All I Need. Едуардо Ривадавия описва няколко песни на германската рок група „Скорпиънс“ като „мощни блади“, сред които са Still Loving You, When the Smoke Is Going Down, Holiday и Wind of Change. Почти всяка хардрок и глем метъл група е написала поне една „мощна балада“ за всеки албум, а звукозаписните компании често ги издават като втори сингъл от албума.
Когато грънджът се появява като контрапункт на ексцесиите на хардрока и глем метъла от 80-те години на XX век, една от отличителните черти на грънджа е липсата на „мощни балади“, докато песните в неговия поджанр пост-гръндж включват балади.